# Dender
.
Dender eller Dendre er en flod i Belgien. Det er en biflod til Schelde.